# NGC 5582
NGC 5582 este o galaxie eliptică situată în constelația Boarul. A fost descoperită în 29 aprilie 1788 de către William Herschel. Se află la o distanță de 28,05 de megaparseci de Pământ.